# Ouanho
Ouanho ist ein Arrondissement im Departement Ouémé im westafrikanischen Staat Benin. Es ist eine Verwaltungseinheit, die der Gerichtsbarkeit der Kommune Avrankou untersteht.

## Demografie und Verwaltung
Gemäß der Volkszählung 2013 des beninischen Statistikamtes INSAE hatte das Arrondissement 15.034 Einwohner, davon waren 7295 männlich und 7739 weiblich.
Von den 59 Dörfern und Quartieren der Kommune Avrankou entfallen fünf auf Ouanho:
1. Gbakpo-Aclé
2. Gbakpo-Yénou
3. Hèhoun
4. Ouanho
5. Tchakla